# Debeni
Debeni – wieś w Słowenii, w gminie Gorenja vas-Poljane. W 2018 roku liczyła 34 mieszkańców.